# 서울특별시 백암정신병원
서울특별시 백암정신병원(서울特別市 白岩精神病院)은 서울특별시의 위탁을 받아 운영되는 공공 정신병원이다. 경기도 용인시 처인구 백암면 용천로 71번길 30에 위치하고 있다.

## 같이 보기
- 서울의료원